# Ephippiochthonius negarinae
Espèce
Synonymes
- Chthonius negarinae Nassirkhani & Shoushtari, 2015

Ephippiochthonius negarinae est une espèce de pseudoscorpions de la famille des Chthoniidae.

## Distribution
Cette espèce est endémique de la province du Golestan en Iran.

## Description
Les mâles mesurent de 1,07 à 1,25 mm et les femelles de 1,22 à 1,25 mm.

## Publication originale
- Nassirkhani & Shoushtari, 2015 : Description of the new species Chthonius (Ephippiochthonius) negarinae sp nov (Pseudoscorpiones: Chthoniidae) from Iran. Turkish Journal of Zoology, vol. 39, no 5, p. 762-767.